# Бьянко, Луиджи
Луиджи Бьянко (итал. Luigi Bianco; род. 3 марта 1960, Монтеманьо, Италия) — итальянский прелат и ватиканский дипломат. Титулярный архиепископ Фалероне с 12 января 2009. Апостольский нунций в Гондурасе с 12 января 2009 по 12 июля 2014. Апостольский нунций в Эфиопии с 12 июля 2014 по 4 февраля 2019. Апостольский нунций в Джибути и апостольский делегат в Сомали с 10 сентября 2014 по 4 февраля 2019. Апостольский нунций в Уганде с 4 февраля 2019 по 20 мая 2025. Апостольский нунций в Словении и апостольский делегат в Косово с 20 мая 2025. 